# Jeff Bridges
Jeff Bridges   (Los Angeles, 4 de desembre de 1949) és un actor, productor i cantant estatunidenc. El seu verdader nom és Jeffrey Leon Bridges. És el fill de l'actor Lloyd Bridges, el germà de Beau Bridges, i l'oncle de l'actor Jordan Bridges.

## Biografia
Bridges neix el 1949 a Los Angeles. És fill de l'actriu-poeta Dorothy Bridges (nascuda Simpson) i de l'actor Lloyd Bridges (Hi ha un pilot a l'avió?, Hot Shots!, Blown Away). Té un germà, Beau, un altre, Garrett, que va morir el 1948 de la síndrome de la mort sobtada del nou nat, així com una germana petita Lucinda. Es fa molt amb el seu germà Beau. Es canvien de casa junts al barri Holmby Hills de Los Angeles.
Coneix la seva futura dona Susan Geston en el rodatge de la pel·lícula Ranxo Deluxe (1975). Aquesta última treballava al ranxo que servia de lloc de rodatge per a la pel·lícula. Es casen el 1977. Tindran junts tres filles: Isabelle Annie (nascuda el 1981), Jessica Lily (nascuda el 1983) i Hayley Roselouise (nascuda el 1985).
Jeff Bridges és conegut com a consumidor de cànnabis, en una entrevista, ha admès haver fumat en el rodatge de El gran Lebowski dels germans Coen, però que el seu consum no era regular.

## Carrera
Des de la seva adolescència, Jeff surt amb el seu germà Beau en el show del seu pare Lloyd a la cadena CBS, The Lloyd Bridges Show (1962-1963).
Troba el seu primer gran paper el 1971 a la pel·lícula en blanc i negre de Peter Bogdanovich, L'última projecció, per la qual obté un nomenament a l'Oscar al millor actor secundari. Reprendrà de nou aquest paper en la successió de la pel·lícula: Texasville El 1990. Jeff Bridges serà de nou candidat a l'Oscar al millor actor secundari pel seu cara a cara amb Clint Eastwood a Un botí de 500.000 dòlars (1974) de Michael Cimino.
El 1982, obté un dels seus papers més populars: el del programador de vídeojocs Kevin Flynn a la pel·lícula de ciència-ficció Tron. El mateix any ha format part dels noms que van circular per encarnar John Rambo a la pel·lícula Rambo (1982).
El 1984, és candidat a l'Oscar al millor actor per a la seva actuació com a extraterrestre a Starman de John Carpenter. Obté per a aquest paper el Premi Saturn al millor actor. El mateix any, coneix un bon èxit amb el Thriller Contra tota espera de Taylor Hackford després en el Drama A doble tallant de Ricard Marquand.
El 1986, surt al telefilm dirigit pel seu germà Beau Bridges, The Thanksgiving Promise, en el qual es troba igualment el fill de Beau, Jordan.
El 1988, interpreta Preston Tucker a la pel·lícula de Francis Ford Coppola, Tucker. Preston Tucker era un constructor d'automòbils a les dècades del 40-50 que volia desenvolupar la seva pròpia marca de cotxe però que ha xocat amb les grans firmes americanes com General Motors, Chrysler i Ford Motor Company.
El 1993, el seu treball a Estat segon de Peter Weir li val de les crítiques elogioses dels que pensen que es tracta del seu millor film. El paper de Jack Traven a Speed (1994) havia estat en un principi escrit per ell.
El 1998, interpreta el "Duc" a El gran Lebowski de Joel i Ethan Coen al costat deJohn Goodman, Steve Buscemi, John Turturro i Julianne Moore. La pel·lícula és avui considerada com una pel·lícula de culte.
És escollit per Walter Hill el 1995 per encarnar el cèlebre xèrif Wild Bill Hickok a  Wild Bill. Treballa llavors amb Ridley Scott per a Fulla de fons (1996), una pel·lícula basada en la història verdadera del naufragi de l'Albatross el 1961.
El 2000, és de nou candidat a l'Oscar al millor actor secundari per a la pel·lícula Manipulacions de Rod Lurie.
El 2005, coneix el realitzador Terry Gilliam, que l'havia dirigit El 1991 en El rei pescador, per a Tideland.
El 2008, és al cartell de la pel·lícula Iron Man, l'adaptació cinematogràfica del còmic del mateix nom de Marvel. Té el paper d'Obadiah Stane àlies " Iron Monger ", l'enemic d'Iron Man.
El juliol de 2008 i 2009, surt al Comic-Con de San Diego en un teaser de la pel·lícula Tron Legacy, continuació de la pel·lícula Tron (1982), prevista per a 2010.

## Vida personal
Bridges es va casar amb Susan Geston el 1977. El 19 d'octubre de 2020, Bridges va anunciar que li havien diagnosticat un limfoma i que havia passat per quimioteràpia. Bridges també va anunciar que va contreure COVID-19 mentre estava en tractament i va assenyalar que va ser una experiència difícil que va dir que va fer que el càncer "sembrés un tros de pastís". Va dir que ara està totalment vacunat contra la COVID-19.

## Filmografia

### Com a actor

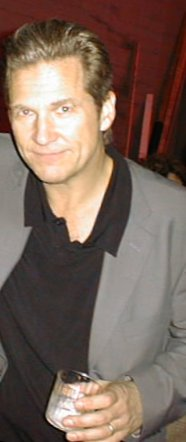
Jeff Bridges

| Any  | Pel·lícula                                                           | Paper                                | Notes |
| ---- | -------------------------------------------------------------------- | ------------------------------------ | --- |
| 1971 | L'última projecció (The Last Picture Show)                           | Duane Jackson                        | Nominat — Oscar al millor actor secundari                                                                    |
| 1972 | Ciutat daurada (Fat City)                                            | Ernie                                | |
| 1972 | Bad Company                                                          | Jake Rumsey                          | |
| 1973 | Lolly-Madonna XXX                                                    | Zack Feather                         | |
| 1973 | The Last American Hero                                               | Elroy Jackson Jr. / Junior Jackson   | |
| 1973 | The Iceman Cometh                                                    | Don Parritt                          | |
| 1974 | Un botí de 500.000 dòlars (Thunderbolt and Lightfoot)                | Lightfoot                            | Nominat — Oscar al millor actor secundari                                                                    |
| 1976 | Els autèntics (Stay Hungry)                                          | Craig Blake                          | |
| 1976 | King Kong                                                            | Jack Prescott                        | |
| 1979 | L'hivern assassí (Winter Kills)                                      | Nick Kegan                           | |
| 1980 | La porta del cel (Heaven's Gate)                                     | John L. Bridges                      | |
| 1981 | Cutter's Way                                                         | Richard Bone                         | |
| 1982 | Tron                                                                 | Kevin Flynn/Clu                      | |
| 1982 | The Last Unicorn                                                     | Prince Lír (Veu)                     | |
| 1984 | Contra tot risc (Against All Odds)                                   | Terry Brogan                         | |
| 1984 | Starman                                                              | Starman/Scott Hayden                 | Premi Saturn al millor actor Nominada — Oscar al millor actor Nominat — Globus d'Or al millor actor dramàtic |
| 1985 | Al límit de la sospita (Jagged Edge)                                 | Jack Forrester                       | |
| 1986 | Vuit milions de maneres de morir (8 Million Ways to Die)             | Matthew "Matt" Scudder               | |
| 1986 | The Morning After                                                    | Turner Kendall                       | |
| 1987 | Nadine                                                               | Vernon Hightower                     | |
| 1988 | Tucker: The Man and His Dream                                        | Preston Tucker                       | |
| 1989 | See You in the Morning                                               | Larry Livingstone                    | |
| 1989 | Els fabulosos Baker Boys (The Fabulous Baker Boys)                   | Jack Baker                           | |
| 1990 | Texasville                                                           | Duane Jackson                        | |
| 1991 | El rei pescador                                                      | Jack Lucas                           | |
| 1992 | Cor trencat (American Heart)                                         | Jack Kelson                          | |
| 1993 | The Vanishing                                                        | Barney Cousins                       | |
| 1993 | Fearless                                                             | Max Klein                            | |
| 1994 | Volar pels aires (Blown Away)                                        | Jimmy Dove/Liam McGivney             | |
| 1995 | La llegenda de Wild Bill (Wild Bill)                                 | James Butler 'Wild Bill' Hickok      | |
| 1996 | Tempesta blanca (White Squall)                                       | Capità Christopher 'Skipper' Sheldon | |
| 1996 | L'amor té dues cares (The Mirror Has Two Faces)                      | Gregory Larkin                       | |
| 1996 | Agenda oculta (Hidden in America)                                    | Vincent                              | |
| 1998 | El gran Lebowski (The Big Lebowski)                                  | Jeffrey "The Dude" Lebowski          | |
| 1999 | Arlington Road                                                       | Michael Faraday                      | |
| 1999 | La musa (The Muse)                                                   | Jack Warrick                         | |
| 2000 | Candidata al poder (The Contender)                                   | President Jackson Evans              | Nominat — Oscar al millor actor secundari Nominat — Globus d'Or al millor actor secundari                    |
| 2001 | Scenes of the Crime                                                  | Jimmy Berg                           | |
| 2001 | K-Pax                                                                | Dr. Mark Powell                      | |
| 2002 | Lost in La Mancha                                                    | Narrador                             | Documental                                                                                                   |
| 2003 | Masked and Anonymous                                                 | Tom Friend                           | |
| 2003 | Seabiscuit                                                           | Charles S. Howard                    | |
| 2004 | Una dona difícil (The Door in the Floor)                             | Ted Cole                             | |
| 2005 | The Amateurs                                                         | Andy                                 | |
| 2005 | Tideland                                                             | Noah                                 | |
| 2006 | Stick It                                                             | Burt Vickerman                       | |
| 2007 | Bojos pel surf (Surf's Up)                                           | Ezekiel 'Big Z' Topanga/Geek (Veu)   | |
| 2008 | A Dog Year                                                           | Jon Katz                             | |
| 2008 | Iron Man                                                             | Obadiah Stane                        | |
| 2008 | Nova York per a principiants (How to Lose Friends & Alienate People) | Clayton Harding                      | |
| 2009 | The Open Road                                                        | Kyle                                 | |
| 2009 | Crazy Heart                                                          | Bad Blake                            | Oscar al millor actor Globus d'Or al millor actor dramàtic                                                   |
| 2009 | The Men Who Stare at Goats                                           | Bill Django                          | |
| 2010 | The Giver                                                            | ?                                    | |
| 2010 | Tron Legacy                                                          | Kevin Flynn/Clu                      | |
| 2010 | True Grit                                                            | Rooster Cogburn                      | Nominat — Oscar al millor actor Nominat — BAFTA al millor actor                                              |
| 2013 | R.I.P.D.                                                             | Roy                                  | |
| 2014 | The Giver                                                            | The Giver                            | |
| 2016 | Comancheria (Hell or High Water)                                     | Marcus Hamilton                      | |

### Com a productor
- 1992: American Heart
- 1996: Hidden in America (TV)
- 2009: Crazy Heart

### Com a intèrpret de cançons de pel·lícules
- 1982: L'Últim Unicorn (The Last Unicorn) - interpreta That's All I've Got To Say
- 1984: Starman - interpreta 'All I Tall to Do Is Dream
- 1989: Els fabulosos Baker Boys - interpreta Ten Cents A Dance i You're Sixteen
- 1992: American Heart - interpreta Sunny Side Of The Street
- 2005: Tideland - interpreta Van Gogh In Hollywood
- 2007: Surf's Up - interpreta This Ukelele